# Serra de São Mamede

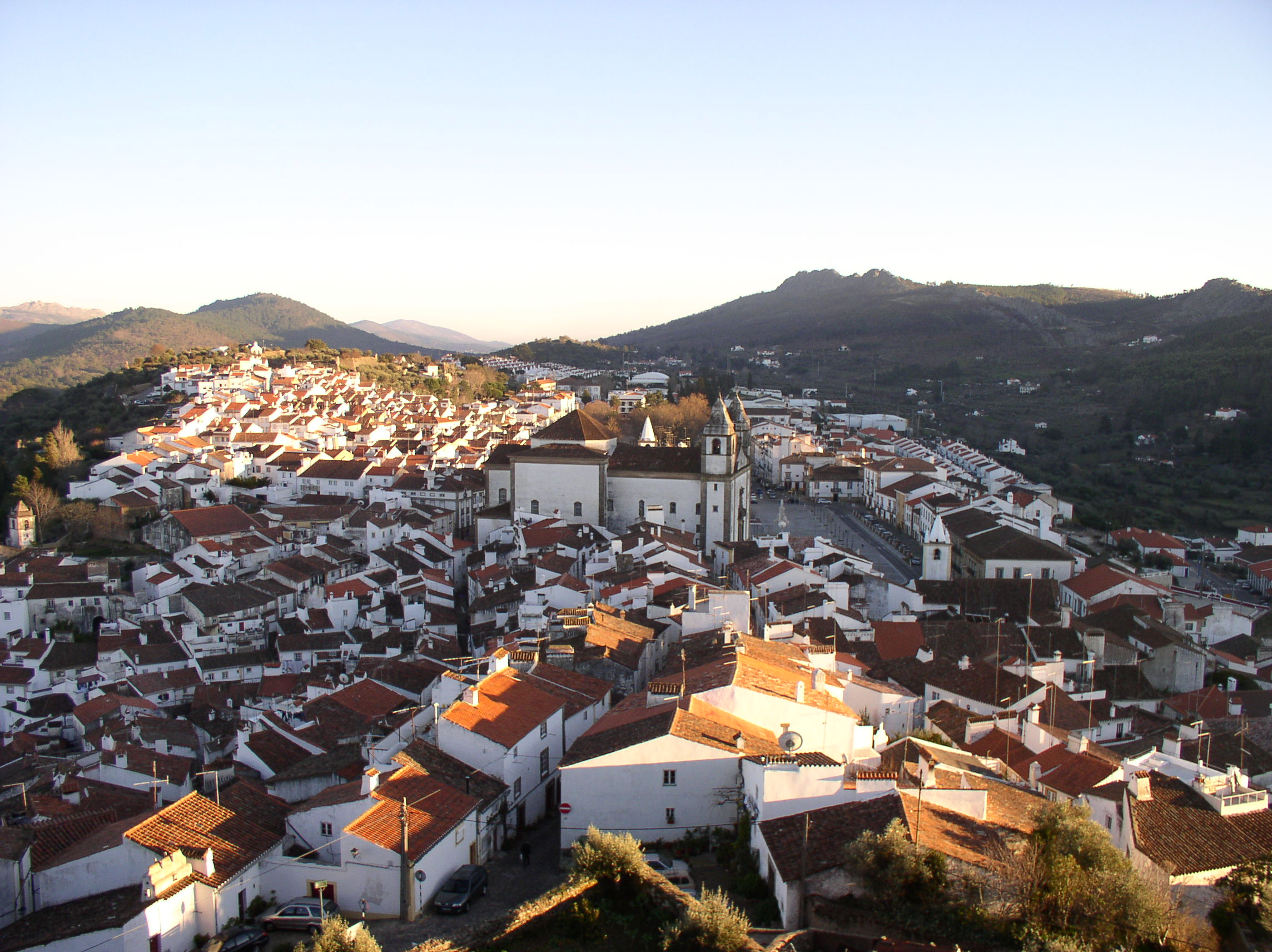
Serra de São Mamede bei Castelo de Vide

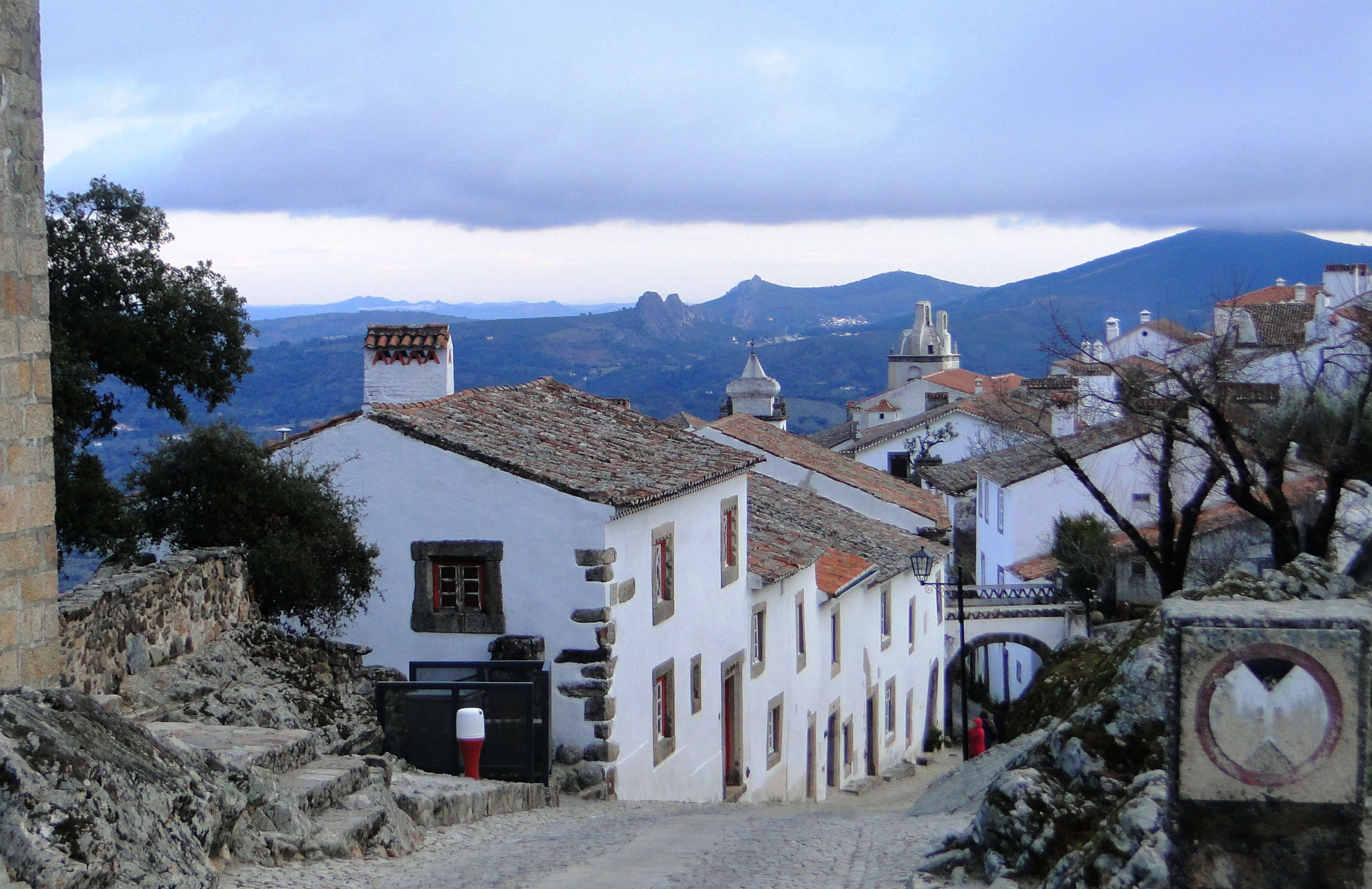
Kleinstadt Marvão

Die Serra de São Mamede ist ein portugiesisches Mittelgebirge Es befindet sich im nordöstlichen Alentejo im Distrikt Portalegre an der Grenze zu Spanien. Die bis zu 1025 m hohen Berge der geologisch noch zu den Montes de Toledo gehörenden Bergkette sind überwiegend mit Wald bedeckt. Zum Schutz der reichen Flora und Fauna entstand der ca. 320 km² große Naturpark Parque Natural da Serra de São Mamede.

## Städte
Die wichtigsten Städte in bzw. am Rande der Serra de São Mamede sind:
- Portalegre
- Castelo de Vide
- Marvão
- Arronches

## Flüsse
- Río Gévora (portugiesisch Rio Xévora)